# Порто Валтер
Порто Валтер е град и едновременно община в източната част на бразилския щат Акри. Общината е част от икономико-статистическия микрорегион Крузейро до Сул, мезорегион Вали до Журуа. Населението на общината към 2010 г. е 9172 души, а територията ѝ е 6135,544 km2 (1,49 д./km²).

## География
Граничи на север с община Тарауака̀, на юг с Перу, на изток с община Марешал Тауматурго и на запад с община Крузейро до Сул.